# アルボレーア
アルボレーア（イタリア語: Arborea）は、イタリア共和国サルデーニャ自治州オリスターノ県にある、人口約3,900人の基礎自治体（コムーネ）。

## 地理

### 位置・広がり

#### 隣接コムーネ
隣接するコムーネは以下の通り。
- マッルービウ
- サンタ・ジュスタ
- テッラルバ

## 行政

### 分離集落
アルボレーアには、以下の分離集落（フラツィオーネ）がある。
- Centro I Sassu, Centro II Sassu, Linnas, Luri, Pompongias, S'Ungroni, Torrevecchia

## 自然・環境
オリスターノ県域にはラムサール条約登録湿地が6か所あるが、市域にはそのうち2か所がある（イタリアのラムサール条約登録地一覧参照）。
一つは市域北端にある潟湖 Stagno di S'Ena Arrubia である。この沼沢地は、1930年代に農地に転換された広大な湿地帯の残存部である。
もう一つは、Stagno di Corru S'Ittiri, Stagni di San Giovanni e Marceddi として登録された3つの潟湖である。